# 新妹魔王的契约者
《新妹魔王的契約者》，為上綴人所撰寫的輕小說，插畫為大熊猫介所繪。日文版由角川Sneaker文庫出版，繁體中文版由台灣角川代理出版。2014年3月，宣布動畫化的消息，2015年1月開始播放。2015年3月19日宣布製作第二期《新妹魔王的契約者 BURST》的消息，並於10月播放。新作OVA「新妹魔王的契約者 DEPARTURES」，2018年1月27日開始為期兩周的劇場限定上映。而該作的Blu-ray&DVD於2018年3月28日發售。

## 登場人物

### 主要人物
東城刃更（聲：中村悠一、富樫美鈴（幼少期））
男主角。高一生。
本作品禁忌般的存在，「人、神、魔、龍」四個種族的混血儿，俗称「四族混血」。有兩個母親，作為血統複雜的體現，當某個血統的能力因某個原因而暴增時會散發出不同的氣場。
母親是身為最強魔王的威爾貝特之妹「瑟菲雅」，但是因為瑟菲雅無法長久待在人界，因此當時的十神之一的「拉法艾琳」將還在胎內的刃更轉移到自己的腹中，並且帶進神界中進行生育成為他的第二個母親，最後在拉法艾琳被處分後由阿芙蕾亞將襁褓中的刃更交與迅扶養。
通常自身陷入致命危機時龍族血統便會增強，而身體會發出綠色的氣場並且能將「無次元的執行」的潛能解放，不過一般而言都是失去控制的暴走狀態。在與雷歐哈特對決的時候利用魔藥將魔族血統的力量增強，而身體會發出跟澪一樣的紅色氣場，並且可以在斬擊中加入重力魔法的性質。
本來是勇者之村〈村落〉中英雄迅的兒子，從小被寄予厚望。和同年齡的朋友不同，擁有出類拔萃的實力，學習力驚人，也能使出誰也無法模仿的招式「無次元的執行」，是族中十分受重視的新興勇者。但是五年前，長期由〈村落〉封印的S級精靈「邪精靈」被釋出，向村子發動猛攻。當時迅不在村內，其他勇者奮力迎戰，依舊節節敗退。悲劇一發不可收拾，刃更看著村內的犧牲者愈來越多，身邊的親友一個個倒下，直到他眼睜睜目睹一隻邪精靈朝著自己的青梅竹馬柚希衝去，此刻精神狀態達到飽和，突然之間，「無次元的執行」失控般的展開。最終救了柚希與整個村子，後被魔劍「布倫希爾德」選上，卻也被族人投以厭惡的眼光。族人認為刃更的能力太過危險，先是被囚禁，最後和迅一同被趕出〈村落〉。
被趕出村子以後，父親迅以再婚為由，帶回了兩位「對方的女兒」——成瀨澪和成瀨萬理亞。但實際上，澪是已故魔王的遺孤，而萬理亞是她的部下。起先雖然無法接受，了解了她們失去父母後的波折後，漸漸的接納這對新家人，並決意要保護她們不受勇者和魔族的侵擾。
被萬理亞施以契約魔咒，原本要做澪的部下，卻意外成為澪的主人。
在保護澪和萬理亞不受魔族及勇者一族的逼害時，與她們的覊絆日益加深，同時因為主從契約，使他們的力量進一步提升。
與野中柚希及野中胡桃是青梅竹馬。刃更亦先後與兩姊妹締結主從契約。及後在魔界重遇潔絲特，亦與之締結契約（以萬理亞母親雪菈的力量為媒介）。
對於萬理亞種種為了滿足自己慾望的變態行為會加以吐槽跟懲罰。
跟長谷川千里有不可告人的秘密關係，並借親密行為得到其神力的加護。從魔界返回後與之結下主從契約。
最後與斯波恭一的大戰時受到頻死的重傷，之後得到長谷川的協助，並在結界中與澪、萬里亞、柚希、潔絲特、胡桃及長谷川結成誓約（性交），得到五行陰陽的力量擊敗斯波恭一。
個性善良，但為了守護自己認為重要的東西，也會變得殘酷無情。
特殊能力：无次元的执行
可以把一切物质或魔法消灭的特殊能力，但刃更只能用来防御对手攻击且不能连续发动；但随著刃更对「防御」定义的延伸，影响范围也越来越广。在暴走時會解放潛能，不但能連續使用還能夠用來攻擊，將敵人從根源完全消滅，即便是神族也難逃消滅的命運。
武器：魔劍「布伦希尔德」
型态为单刃大剑（也可以说是巨刀），是封印在〈村落〉内的最强魔剑，长久以来用来镇压S级邪精灵；因事件解除封印後選定刃更為使用者，但因為牽扯到五年前的悲劇，使得刃更心存芥蒂，因此未能發揮真正的力量，不過在刃更受到危機而意識模糊之時還是會替刃更解除限制，令斬擊附加上覺醒的血統所擁有的力量。
貌似原本是为主神猎回灵魂的女武神，後来为封印邪精灵才成为魔剑、与刃更已经产生融合并藉此维持力量与存在；曾因为从刃更身上脱离而引发暴走，不但再生了刃更的右臂还将其潜能释放。
成瀨澪（聲：朝井彩加）
刃更的義妹（就血緣上來說，是遠房表妹，因為生父威爾貝特算是刃更的舅舅），巨乳（G罩杯）（乳房内聚集了大量魔力），非常喜歡刃更，時常與野中柚希爭奪刃更。在學校和刃更是同班同學，由於姣好的身材與漂亮的外貌，在校園中被人稱為「澪公主」，繼承父親(前魔王威爾貝特)能力的魔族遺孤。敏感點：胸部。
在繼承前魔王力量之前，被前魔王威爾貝特手下兩位特別善良的魔族於人間扶養長大，一直過著人類的生活。直到養父母被佐基爾殺害，才得知自己身上流有魔王之血的事實。此後被多方監視與追殺，日常完全瓦解。遇到東城刃更並獲接納為家人後，情況才有所改善。
由於萬理亞在缔结契約時出了一些意外，因此成為刃更的部下，如果有背叛主人或對主人心懷愧疚的話，就會受到契約的詛咒，產生催淫的效果。隨著時間與感情的加深，詛咒的力量會逐漸越來越強力，當然主從契約帶來的增益效果也越來越強大。
於第三卷被刃更强吻。雖然第一時間有被嚇到，但並沒有討厭。
继承原魔王的力量，在情绪失控时可以操控重力（如黑洞），不過重力魔法原本就是屬於威爾貝特的力量，是為了保護澪才特地傳承給澪的護身符，因此澪自身並不能靠自己的意志控制。自身的潛能是伴隨著紅色氣場而展開的高溫屏障，能將敵人瞬間蒸發汽化。
對於萬理亞的種種變態行為，在無可奈何的狀況下，會親自動手教訓萬理亞代替吐槽。
在經過多起魔族間大規模的事件之後，變得非常依戀總是犧牲自己也要保護她的刃更(暱稱為"哥哥")，已經從家人間的保護情誼升級成兄妹戀人的愛情，對於刃更的求愛有求必應，同時也對自己的身材與臉蛋有著相當程度的自信，在傾心愛戀於刃更之後也會不定時的主動誘惑他。
因倔強的性格不想單方面受刃更保護，希望能在作戰時與他互相扶持，而不想總是被刃更保護在身後。
雖然對於柚希與刃更親密的時候會吃醋，但與柚希之間的心結已經解除，變成摯友及家人但同時也是情敵的關係。
成瀨萬理亞（聲：福原香織）
刃更的義妹，夢魔，外表是年幼的蘿莉貌。雖然是澪的部下，也一心一意想要幫助澪，但其手段通常是與淫行有關（例如要求刃更揉澪的胸部，或是要求刃更玩「調教妹妹」類型的限制級遊戲），因而經常被澪、刃更以及柚希等人以物理鐵拳處罰，但依然故我，還是時常明知故犯。隱性被虐待狂，在與刃更親熱時被打的話會有強烈快感。
曾因自己母親遭佐基爾俘虜，被迫當內奸、背叛澪，不過問題還是圓滿解決。
魔界本名為「瑪利亞」。
具有解放力量，使身體短時間內化身為成人樣貌的能力，時間內強度能夠達到S級。曾用此手段從佐基爾手中救出成瀨澪，不過因為消耗魔力龐大需要積蓄，所以不能常態性使用。
第三卷在柚希突然强吻刃更之後馬上對刃更强吻。喜歡刃更(暱稱是"刃更哥")，但是因為年紀太小，所以比起愛戀更注重於夢魔本能上的需求，因此常常藉各種機會誘使其他人與刃更進行情親密關係來滿足自己的欲望，同時也是用於補充夢魔的能量。
自稱自己是「蘿莉變態夢魔」，家中的其他成員也是這樣稱呼她的，原因似乎是因為常常趁大家不注意時偷偷拿著高畫質DV拍下一些兒童不宜的刺激畫面而來。
其實是雪菈與威爾貝特的私生女，既是露綺亞的同母異父的姊妹，同時也是澪的同父異母的姊妹。不但繼承了最強魔王的血統，同時還被身為最強的夢魔的雪菈授予了大部分的力量，內在潛力無可限量，但也因此在政治立場比澪更敏感，為了保護她不受到多方迫害與威脅，雪菈與露綺亞才刻意隱瞞了身世。
野中柚希（聲：布萊德庫特·莎拉·惠美）
刃更的同班同學，由於姣好的身材與漂亮的外貌，在校園中被人稱為「柚希公主」，同時也是刃更還在〈村落〉時的青梅竹馬，奉〈村落〉的指示監視澪。非常喜歡刃更，時常與成瀨澪爭刃更。小說開始時中等身材（C罩杯），下盤偏大，但後來經刃更多番親熱後，雖不及澪，但亦長成傲視同儕的巨乳，而且身材也變得越來越姣好。敏感點：屁股。
話不算多、面無表情（無口），在外人眼裡會感覺較難以親近。
原本並不善於戰鬥，但是自五年前的悲劇後，對於既無法對抗敵人也無法改變刃更的放逐的自己感到失望，因此在心中留下遺憾，此後封鎖自己的感情拼死修煉，得到了咲耶的認同成為使用者。劍術高超，能使出劍氣，近、中距離都能有所發揮。
第三入住東城家以加強對澪的監視，並且與東城刃更訂立主從契約，在刃更强吻澪後，突然强吻刃更。
對於被刃更拯救了的自身生命非常重視，甚至表明這條命就是刃更所有，對於當初刃更的救命之恩已經昇華成深層的愛意，對於刃更的迷戀程度甚至一絲不掛站在刃更面前都沒關係，只要是為了刃更，她什麼都願意做。
對於刃更的戀愛情感濃度可謂是無可救藥的迷戀狀態，也因此在第一次執行主從契約中就直接跳級，證據是脖子上的誓約印記直接變成紅色。
雖然對於澪與刃更親密的時候會吃醋，但與澪之間的心結已經解除，變成摯友及家人但同時也是情敵的關係。
武器：靈刀「咲耶」
為武士刀型的單刃刀。是自富士山的神木中萃取出來後加以打造的靈刀，刀內有著精靈的寄宿會給予使用者護佑，因此在可能會破壞自然界地脈的地方時將會無法發揮全力。而離富士山越近的地方就越能得到強力的護佑，反之如果是在不同次元的魔界中將會難以得到護佑，只能發揮一半左右的力量。由於是特殊的靈力兵器，普通未經鍛鍊的正常人是看不見它的。
野中胡桃（聲：野水伊織）
柚希的妹妹，跟姊姊柚希一樣從小就暗戀著刃更(暱稱為"刃更哥哥")，但是因為五年前的悲劇發生後令刃更被逐出，而柚希封鎖自己的感情後拼死的鍛鍊的因故，對刃更懷有心結，在得知刃更為了保護前魔王女兒不惜與勇者一族對抗時，由於當時對刃更為何這樣行動的行為感到不諒解，因而更加產生強烈的敵意。故事中一直維持纖瘦的體形，但與刃更多次親密行為後，也略見成長。敏感點：腋下。
主修精靈魔法，能運用多種元素精靈，主要是風系的精靈居多。
首度登場時，奉〈村落〉之命與高志等人一起討伐從準S級監視對象升級為準S級消滅對象的澪。再與刃更對戰後知曉了刃更始終自責於五年前的悲劇，因此解開了對刃更的心結。
第四卷由於佐基爾一事，前來監視成瀨澪，因而跟著柚希一起入住東城家。入住後成為萬里亞當成滿足本能欲望的首要對象，常在萬里亞的引誘下发情，成為刃更发泄（具体不算发泄，只能算是被逼迫的对她做一些猥琐的事）對象，但本人並不討厭這樣的荒淫行為。
潔絲特（聲：吉田聖子）
原為魔族佐基爾心腹部下的女性魔族。
佐基爾創造潔絲特時，以潔絲特的貞操為代價讓其擁有約等同於S級的實力，是以縱使佐基爾荒淫，也沒有染指過潔絲特（據雪菈所說潔絲特的外貌為佐基爾過去之戀人，佐基爾同時因罪惡感所以未染指潔絲特）。剛出場是只是中等略豐滿的身材，但後因為對刃更的思念集中在胸部而長成巨乳。敏感點：耳朵。
第三卷被佐基爾捨棄，甚至施予即死詛咒，被刃更用「無次元的執行」中止術法而倖免。佐基爾一事結束後，刃更將潔絲特交予穩健派處置，由萬里亞之母雪菈照顧。對於刃更的善良，潔絲特開始對其產生好感。
脫離佐基爾後，解放長期內心的壓抑後，身體得以繼續發育（尤其是胸部）。
由於之前隸屬於現任魔王派的佐基爾，在穩健派受到冷漠待遇。新主人雪菈對其待遇良善，不過如果離開城堡，就不時會受到下位士兵的歧視與騷擾。
第五卷時與刃更訂立主從契約。
在經過宅邸女僕訓練後，對於家事方面非常拿手，尤其是料理的部分。
東城迅（聲：藤原啟治）
刃更的父親，世界有名的攝影師。原為〈村落〉成員，並以最強勇者的身份在過去的大戰中活躍，是前魔王決定結束大戰的原因之一。
在過去被稱為戰神，葬送過無數的高階魔族，令全魔界聞之色變。
體內流有太古時的高階龍族血統，使用龍族力量的時候全身會散發出綠色的氣場。
知道澪和萬理亞的身份，但沒有當面拆穿，而是接收為家人。
於第四卷闖入現任魔王派王宮，與新魔王雷歐哈特短暫交鋒。此舉意義在於震懾現任魔王派，減輕對於其子刃更那邊所處的壓力。實力深不見底，即便有著五年的空白時間，但是身體能力卻絲毫不遜於身為現任魔王的雷歐哈特。使用龍族血統時甚至擁有能殲滅二十隻古龍「法布尼爾」的實力。
武器：聖劍「巴爾孟克」
為神界秘傳的聖劍，是在大戰之時被作為觀察戰情的拉法艾琳私下所授予的武器。

### 勇者一族
早瀨高志（聲：井上剛、喜多丘千陽（幼少期））
刃更從年幼時就認識的好友，與胡桃共同受〈村落〉之命前來討伐澪。
使用的武器為靈槍「白虎」，但與刃更和柚希不同，並非是被武器選上成為專屬使用者，而是被村中的長老認同為使用者，直到與刃更等人交戰半年後持續修煉，才得以被白虎承認為正式的專屬使用者。與刃更同樣擅長速度戰。
武器：靈槍「白虎」
為寄宿四神之西的「白虎」的靈槍。因白虎作為守護聖獸的關係，靈槍被賦予自動防禦攻擊的能力，即使使用者的身體無法應對也會自行生成風壁進行防禦。
攻擊時有著生成掃蕩一切的狂風的能力，雖然無法面對東方發動能力但卻能面對西方發揮最大威力，同時為了抗衡東之青龍的天上降下豪雨的能力的關係，所以也具有能對上空發動最大威力吹散雨雲的特性。
斯波恭一（聲：平川大輔）
勇者一族中持有高強能力的人物，擁有鬼才之稱，但因為以前有引發過問題的前科，在胡桃跟高志執行消滅澪的任務時僅擔任監視一職，但從徒手破壞結界的力量可以看出此人不可小覷。在動畫中關於他的真正實力依然不明。
真正身份是梵蒂岡特務部以東城迅的細胞與魔族的細胞製造的人造人。

### 聖坂學園
瀧川八尋／拉斯（聲：杉田智和）
刃更的高中同學，同時也是在佐基爾被卸任後的澪的繼任監視人，過去在戰爭時期曾經作為雷歐哈特的戰友而得到信任。
表面上是作為現魔王派遣的監視者，但是實際上卻是穩健派安插在現魔王派中的眼線，在接受魔王派的監視人的工作時也同時受到穩重派交託的護衛工作，不過私底下卻又與雷歐哈特締結同盟作為多重間諜。
隱藏實力的戰鬥能手。利用將對手帶入自己的節奏中來操弄對手的技術來隱藏自己的實力，總是把握著自己所使出的力量能剛好戰勝對手的程度，實際上擁有能瞬間消滅數十體英靈的高階魔族的實力。非常重視一起長大的諾耶，從未在他人面前展現過的全力，唯獨在諾耶受到傷害時才會全力將對手消滅。
曾經以惡魔形態與刃更交手並將其殺傷，但後來雙方達成私底下的共識與合作，常提供情報給刃更。對時常超出自己所想的刃更非常感興趣，雖然數次與刃更因情勢而為敵，但卻都因為刃更冷靜的觀察分析並且採取行動的膽量而迴避了與刃更的廝殺，甚至反過來與刃更聯手達成自己的目的。和刃更有數次短暫交手，但都未盡全力也未動殺機，與其說是形式上為敵，反而比較接近觀望刃更的下一步後再決定自己的動向。
和成瀨澪於人界的養父母在同一個孤兒院長大，十分景仰兩人，將兩人視作兄姊。做間諜的真正目的是親手殺死佐基爾替兄姊報仇，為了達到這個目的會利用所有能夠利用的傢伙，因此才會與雷歐哈特和刃更聯手。再與刃更合作時，成功令佐基爾伏誅，而自身的目的已經達成後，對於魔王派與穩健派之間的鬥爭已經沒有興趣。此後按照與雷歐哈特的密約繼續待在魔王派中，幫助其討滅樞機院。
樞機院的主要領導群都被莉雅菈秒殺後，恢復成代替現已統合的魔王派與穩健派於人間繼續監視澪的觀察行動。
長谷川千里／阿芙蕾亞（聲：淺川悠）
聖坂學園的保健老師。戴著眼鏡的巨乳美女，刃更有煩惱時的諮詢對象。迅口中在學校的熟人。發揮全力量會展現本來的金髮碧眼型態。敏感點：處女膜。
真實身份是神界的神明「阿芙蕾亞」，是神族中最高位的十神之一。認識刃更的母親，同時亦知道刃更的出生秘密。
將刃更的母親視作親姊姊一樣，對於姊姊即便犧牲自己也要生下的刃更，自己也決定犧牲一切來保護他，因此放棄十神的地位屈身在人界。而再與刃更互動中，對於刃更的感情已經從親情變作愛情，甚至主動誘惑刃更，與刃更發生親密的接觸。第一次邀刃更到其公寓發生親密關係是在聖誕派對後，同時令他得到神力的加護，以利他的魔界之行。之後刃更從魔界返還後，與刃更結成主從契約，成為與澪她們的一樣。
為了待在人界，力量大半遭到限制，平時只能運用守護類的術法。但也附加例外情況，只要是為了保護東城刃更，就能發揮完整力量。
時常在刃更迷惘尋求她的建議時，會以自己客觀的見解作為最佳方案並提示他下一步應該怎麼做。
在刃更與斯波恭一大戰時救下刃更，並獻出其處女之身，與之結成主從誓約，成為刃更擊敗斯波的秘密武器。
榊千佳（聲：味里）
刃更的高中同學，女生，澪在學校為數不多的朋友之一。
相川志保（聲：藏合紗惠子）
刃更的高中同學，女生，澪在學校為數不多的朋友之一。
島田太一
高中部1年B班。廣播部員。
堂上翔平（聲：江藤博樹）
高中部3年級，刃更的學長，校園內聲援「澪公主」的粉絲團首領。視刃更為眼中釘。
穗積海司（聲：矢野正明）
高中部3年級，刃更的學長，校園內聲援「柚希公主」的粉絲團首領。視刃更為眼中釘。
梶浦立華（聲：嶋村侑）
高中部2年級，學生會副會長，體育節執行委員長。故事尾聲時不自覺得對刃更傾心，並一度想獻身予他，但理性上制止了自己。
橘七緒（聲：田野麻美）
高中部1年A班，學生會庶務。
是混血吸血鬼。會在一定的週期內改變自身的賀爾蒙的平衡，令身體在男女之間改變的特異體質。后在他人帮助下固定为女性。
在學校將刃更誤認為是來殺她的吸血鬼獵人，並對刃更發動了攻擊後曝露自己的真實身分，但在誤會解開後對自己私自將刃更作為敵人胡亂攻擊這點很過意不去。
武井瞳子
高中部1年級，學生會庶務。
加納三太
高中部2年級，學生會會計。

### 魔界

#### 穩健派
威爾貝特
澪的生父，已故的上任魔王。
魔力特性為重力，被人稱為史上最強的魔王。以壓倒性的力量統領了魔界後宣唱和平，結束了魔族與勇者一族的戰爭，並且成立了不同於「激進派」與「保守派」的第三方大勢力「穩健派」，是讓魔界首次實現和平的偉大魔王。
雖沒被正式紀錄下來，但曾在大戰時期與迅交過手，並且兩人的戰成勢均力敵的局面而互相認同彼此，之後兩人結盟立下密約為了實現和平而各自行動，為此不但甘願放棄澪的扶養而讓部下帶往人界養育，甚至還自願選擇死亡。
雪菈（聲：西原久美子）
萬理亞與露綺亞的母親，被佐基爾當成人質。因為現今已經失去大部分的力量，因此看上去比自己的女儿年纪还小。
是夢魔族中第一個登上高階魔族的名人，過去曾憑藉著強大的力量而與威爾貝特定下對等的同盟關係，因此雖然是穩健派的一員，卻不受其他人約束。產下萬理亞後力量削弱許多，不過就算是擁有相當於S級的露綺亞也依舊不及現在的雪菈，就連刃更都無法察覺雪菈所設立的空間穿越點。能製作抑制主僕契約的藥劑來壓抑詛咒的催淫效果。
待人善良同時喜好惡作劇，行為更在萬理亞之上。
乘着潔絲特幫刃更刷背時為他們結下主從契約。
雖然平時像小孩子看似調皮，但是一旦要行動時卻像個成熟大人一樣深謀遠慮。
拉姆薩斯（聲：玄田哲章）
威爾貝特身亡後，受命接管穩健派的魔族。開始時聲稱自己是威爾貝特的哥哥，實際上是威爾貝特本人喬裝的。
對成瀨澪十分冷淡，對其在人界的保護也顯得消極。只想取出其體內威爾貝特力量。其實是希望澪可以擺脫魔王的力量幸福地活下去。
雖然能夠使用重力魔法，但是由於已將大部分力量轉讓給了澪，所以威力大不如前。他對外宣稱是因為知曉理論的刻意模仿，並不像以往那樣能運用自如。雖然威力強大，但是對自身的負荷也極為沈重。
露綺亞（聲：山村響）
侍奉拉姆薩斯的女性魔族，萬理亞的姐姐。有著跟妹妹不同的冷靜個性。
處事以公大於私的態度，不過其實內心也很關心妹妹。
克勞斯（聲：板取政明）
穩健派的實力者，留著白鬚的年老魔族。原為威爾貝特的參謀，並擁有「賢老」之名。
崇拜著威爾貝特，在穩健派中與拉姆薩斯對立的領導，主張將澪接回魔界並擁立為新魔王對抗現任魔王派。
諾耶（聲：美名）
克勞斯的女僕之一，與拉斯是孤兒院時代的玩伴。
古連
維爾達城的警備兵。
瑟菲雅
威爾貝特之妹，與拉法艾琳一起成為迅的妻子，懷下刃更的母親。
大戰時期作為指揮官率領魔族部隊與勇者部隊戰鬥，立下過無數戰功，也多此與率領勇者一族的迅戰鬥，能與當時被稱為戰神的迅匹敵的實力者。
在大戰末期時為了讓部隊撤退而以身犯險，隻身一人阻擋勇者一族的追擊，而因此與迅進行一對一的決鬥。途中被前來觀察戰情的「十神」之一的拉法艾琳阻撓，最後卻演變成與迅和拉法艾琳進行三方亂鬥，結果因為三人力量的衝突而一起被吸入意外產生的虛數次元中並且被關入內部，最後在虛數次元內與迅和拉法艾琳達成和解。
在虛數次元尋找逃脫出口時遭遇古老邪龍「法布尼爾」襲擊，與迅和拉法艾琳聯手成功戰勝後亦成功打開通道，但是卻隨即又遭遇二十條邪龍的威脅。雖然在迅的掩護下與拉法艾琳一起成功脫逃，但是卻與拉法艾琳一起用盡全力搜救迅，卻發現迅已經獨自殲滅了二十條邪龍，最後與拉法艾琳一起向迅示愛成為迅的妻子。

#### 現任魔王派
佐基爾（聲：佳月大人）
高階魔族，位居侯爵。殺害澪的養父母，並覬覦澪持有魔王力量的老年魔族。性好女色，身邊常有多名女性陪伴。〈樞機院〉議員，於樞機院內為「色欲」席位。
原本的職責是監視擁有魔王力量的澪，但後來決定把魔王力量與澪納為己有，因此俘虜萬理亞的母親雪菈，要萬理亞把澪帶回來。
於第三卷命令萬理亞及潔絲特把澪帶至於人界的平行时空所建造虚数次元空间內的秘密基地供自己享受，其後因要陪同雷歐哈特前往古遺跡而中止。
過去曾經被稱為劍王，實力非凡，不但劍技高超亦有著強大的魔法能力，再與刃更等人對戰時始終佔有絕對的優勢。但是由於心急於想要得到澪，而在澪解放威爾貝特力量時大意的接近並企圖撕開衣物時，反遭澪在身邊張開的超高温屏障吞噬了整條右臂。在逃脱時遭拉斯所捉並被其折磨，此時向刃更求饒以求活命，卻被刃更拒絕。最後在刃更的見證下被拉斯所殺。
瓦爾加（聲：乃村健次）
現魔王派所屬的魔族，與沃爾加是兄弟，擁有好戰個性的巨漢。
曾在街上襲擊刃更他們，最後被闖入結界的高志所殺。
沃爾加
現魔王派所屬的魔族，與瓦爾加是兄弟，和瓦爾加擁有好戰個性的巨漢。
在現魔王派與穩健派的七人對七人的決鬥中，對上野中柚希，瞬間被柚希殺死。
雷歐哈特（聲：興津和幸）
與穩健派對立的現任魔王。
過去大戰建立許多卓越戰功而被樞機院擁立為新魔王，不過其實權力多半掌控在樞機院上，本身權力受到限制。
不打算只做傀儡，與心腹們都在等待時機推翻樞機院勢力。
原本是一個戰爭孤兒，被魔族中的赫赫有名的公爵家收養，成為莉雅菈的義弟（不過對外宣稱是親生）。為了讓公爵家血脈延續而被要求要與莉雅菈生下子嗣，而本人不但不厭惡，反而迷戀著莉雅菈。
在養父母被樞機院暗殺後一直伺機報復，為了得到保護莉雅菈權力而在戰場上建立眾多功勳，最後在威爾貝特死後作為討伐穩健派的戰力而被樞機院推上王位。
實力強大，單論力量的正面衝突連迅都無法戰勝（不使用龍族力量的情況下）。
武器：魔劍「洛基」
為目前魔界中已知的現存魔劍中最強層級的一把。劍中含有魔力爐，能夠汲取使用者的魔力釋放出啃蝕、消滅的黑色奔流。
加爾多（聲：楠大典）
雷歐哈特的屬下，壯碩的男性魔族。
原為保守派的代表猛將。當威爾貝特死後激進派與保守派統一時，原本是最有資格成為繼任魔王的人選，但因樞機院掌握了莉雅菈的存在，為了方便控制繼任魔王而強硬的推選了雷歐哈特為繼任者。而本人不但不反對，還為了改變遭到樞機院操控的魔界現況，轉任為雷歐哈特的直屬部下。
實力堅強。雖然是屬於魔法師型卻擁有不輸給力量型的強韌身軀，同時擁有能將自己放出的火龍吸收的技法，可以大幅度的提昇自己的身體能力，發揮出不輸速度型的高速行動，是萬能型的戰士。
帶領英靈襲擊穩健派時與刃更交手，以壓倒性的力量壓制刃更，卻遭到刃更以附加無次元轉移能力的斬擊斬斷右臂，隨即又遭到涅布拉所帶領的英靈襲擊身受重傷，雖然因為被拉斯救出而未被俘虜，但是遭到斬斷的右臂因為從根源遭到消滅而無法復原，因此無法參加現魔王派與穩健派的七人對七人的決鬥。
路卡（聲：村瀨步）
雷歐哈特的屬下。

巴爾弗雷亞（聲：中川慶一）
雷歐哈特的屬下。後證實與斯波恭一暗中勾結。
涅布拉
貝爾費格的下屬，在加爾多受命攻擊穩健派時被指派視察戰況，不過真正的目的是為了打壓雷歐哈特而伺機暗殺加爾多。
企圖利用英靈的自爆來殺死拉姆薩斯，卻被刃更趁機刺穿身軀受到重傷，最後因為在刃更以命威脅逼問下引發主從契約的詛咒而爆炸死亡。
菲歐（聲：安濟知佳）
現魔王派的少年兵。因為捲入迅和雷歐哈特的戰鬥而和迅一起行動。
貝爾費格（聲：楠見尚己）
樞機院議長，身居「怠惰」席次，在佐基爾死後同時身兼「色慾」席。
有著兩根生殖器，好色程度更勝佐基爾，據傳後宮人數高達四位數。
統領樞機院的魔界最高權力者，同時也是魔界數一數二的實力者，其強大的實力令無數想取他性命的人都不敢輕舉妄動，是自神魔大戰時便存活至今的上古時代的象徵。
過去為了與魔神凱歐斯訂立契約，將最初的樞機院其餘六席全部作為祭品，並且利用凱歐斯的力量掃蕩了反抗勢力而登上魔界最高權力者。
是暗殺莉雅菈與雷歐哈特父母的主導者。於第七卷中與前來暗殺他的刃更交手，雖然輕易的擊敗了發動魔族血統的刃更，卻因為一時興起想把刃更收做玩具而大意的被發動龍族血統的刃更所殺。
「魔神」凱歐斯
來自比人類與魔族更高次元的生物，是貝爾費格在遠古時意外的接觸到魔晶界深淵處時召喚出來的存在。
英靈的真正主人，能召喚數十甚至數百英靈出來加以操縱。本體擁有六條手臂與無數觸手，能擊出燒盡一切的煉獄灼焰。其肉體擁有龐大的魔力，不但強韌而且可以使魔法失效，而觸手雖然沒有肉體的強韌度，但卻能無限再生，且體液具有強烈腐蝕性。
莉雅菈（聲：井上喜久子）
雷歐哈特的義姊。魔族中赫赫有名的公爵家的獨生女，但是因為有著神族特有的白膚金髮的外貌而被父母藏匿，並且對外宣稱因夭折而死，作為對魔界而言不存在的人而生活在公爵家不被允許外出。
自身存在被樞機院查出後被作為藉口，使其父母遭到暗殺，之後又被作為人質限制了雷歐哈特的行動，與雷歐哈特一起一直伺機尋找復仇的機會。在雷歐哈特登上王位後一直生活在雷歐哈特的房間內，與雷歐哈特也早已有著遠超越義姊弟的情誼與行為。
透過從迅身上所感應到的龍族氣息而得知了「無次元的執行」的真面目。擁有著極為強大的力量，在第七卷中憑借著一己之力便將樞機院大半數的議員全數誅殺，即便是迅也希望能迴避與她進行戰鬥，同樣的自己也希望能避免與迅進行死鬥，因此才沒有對刃更出手。

### 神界
阿芙蕾亞
詳見#長谷川千里／阿芙蕾亞
奧爾尼斯（聲：津田健次郎）
在坂崎老师侵犯女学生的时候杀死坂崎老师之后假扮成他的阿芙蕾亞的部下，嫉妒阿芙蕾亞对刃更的感情而想杀了刃更，不料斩断他一只手之后反而解放了魔劍「布伦希尔德」的封印。
认为神比人高贵，人只是仆从。最后因觸怒阿芙蕾亞(讓她最重視的刃更對她刀劍相向的部分)而被阿芙蕾亞消滅。
拉法艾琳
神界最高階的「十神」之一，與瑟菲雅一起成為迅的妻子，生下刃更的母親。
雖為「十神」之一，但是卻是愛好和平的一方。在大戰時觀察戰情，見證了魔族的撤軍看到了和平的可能性，所以插手想要阻止迅與瑟菲雅的決鬥，但是卻被兩人同時攻擊，最後演變成三方混戰。在被意外產生的虛數空間所關入後與瑟菲雅和迅和解，而在遭遇古龍「法布尼爾」後受到迅的幫助逃離，最後與瑟菲雅一起向迅示愛成為迅的妻子。
在瑟菲雅懷下刃更後，因為瑟菲雅必須回歸魔界的關係，將刃更轉移到自己的腹中帶入神界生下，但是卻因此觸犯禁忌。被凍結靈子後遭到打入神界的永恒牢獄中。

## 出版書籍

### 輕小說
新妹魔王的契約者
2015年6月23日發售的第8冊同捆OVA。
| 冊數 | 角川書店                   | 角川書店                                                          | 台灣角川                    | 台灣角川                                                         |
| 冊數 | 發售日期                   | ISBN                                                              | 發售日期                    | ISBN                                                             |
| ---- | -------------------------- | ----------------------------------------------------------------- | --------------------------- | ---------------------------------------------------------------- |
| 1    | 2012年10月1日              | ISBN 978-4-04-100495-1                                            | 2013年8月15日               | ISBN 978-986-325-410-2                                           |
| 2    | 2013年2月1日               | ISBN 978-4-04-100670-2                                            | 2014年2月4日                | ISBN 978-986-325-793-6                                           |
| 3    | 2013年6月1日               | ISBN 978-4-04-100860-7                                            | 2014年4月8日                | ISBN 978-986-325-891-9                                           |
| 4    | 2013年11月1日              | ISBN 978-4-04-101061-7                                            | 2014年8月7日                | ISBN 978-986-366-049-1                                           |
| 5    | 2014年4月1日               | ISBN 978-4-04-101297-0                                            | 2014年10月23日              | ISBN 978-986-366-178-8                                           |
| 6    | 2014年9月1日               | ISBN 978-4-04-101433-2                                            | 2015年2月10日               | ISBN 978-986-366-308-9                                           |
| 7    | 2015年1月1日               | ISBN 978-4-04-102268-9                                            | 2015年7月24日 2015年8月13日 | EAN 471-510-912-840-6（限定版） ISBN 978-986-366-590-8（通常版） |
| 8    | 2015年6月23日 2015年7月1日 | ISBN 978-4-04-102577-2（限定版） ISBN 978-4-04-102576-5（通常版） | 2015年11月25日              | ISBN 978-986-366-802-2                                           |
| 9    | 2015年12月1日              | ISBN 978-4-04-103747-8                                            | 2016年8月11日               | ISBN 978-986-473-224-1                                           |
| 10   | 2017年2月1日               | ISBN 978-4-04-103748-5                                            | 2017年9月6日                | ISBN 978-986-473-869-4                                           |
| 11   | 2017年11月1日              | ISBN 978-4-04-105173-3                                            | 2018年11月5日               | ISBN 978-957-564-590-8                                           |
| 12   | 2018年4月1日               | ISBN 978-4-04-106815-1                                            | 2019年5月8日                | ISBN 978-957-564-914-2                                           |
| 13   | 2021年3月31日              | ISBN 978-4-04-107836-5                                            | 2022年2月24日               | ISBN 978-626-321-223-7                                           |

特別篇
著作：八薙玉造、原作：上栖綴人、角色設計：大熊猫介、插圖：
| 冊數                    | 角川書店                | 角川書店                |
| 冊數                    | 發售日期                | ISBN                    |
| 新妹魔王的契約者 LIGHT! | 新妹魔王的契約者 LIGHT! | 新妹魔王的契約者 LIGHT! |
| ----------------------- | ----------------------- | ----------------------- |
| 1                       | 2015年10月1日           | ISBN 978-4-04-103691-4  |
| 新妹魔王の契約者 SWEET! |                         |                         |
| 1                       | 2016年8月1日            | ISBN 978-4-04-104654-8  |

### 漫畫
新妹魔王的契約者
上綴人（原作）、大熊猫介（角色原案）、（作畫）
2016年1月26日發售的第7冊同捆OVA。
| 卷數 | 角川書店       | 角川書店                                                          | 台灣角川       | 台灣角川               |
| 卷數 | 發售日期       | ISBN                                                              | 發售日期       | ISBN                   |
| ---- | -------------- | ----------------------------------------------------------------- | -------------- | ---------------------- |
| 1    | 2013年10月26日 | ISBN 978-4-04-120879-3                                            | 2014年9月24日  | ISBN 978-986-366-135-1 |
| 2    | 2014年2月26日  | ISBN 978-4-04-121039-0                                            | 2015年3月21日  | ISBN 978-986-366-412-3 |
| 3    | 2014年8月26日  | ISBN 978-4-04-101902-3                                            | 2015年6月24日  | ISBN 978-986-366-577-9 |
| 4    | 2014年12月26日 | ISBN 978-4-04-101907-8                                            | 2015年7月24日  | ISBN 978-986-366-622-6 |
| 5    | 2015年3月26日  | ISBN 978-4-04-102789-9                                            | 2015年12月23日 | ISBN 978-986-366-878-7 |
| 6    | 2015年9月26日  | ISBN 978-4-04-102790-5                                            | 2016年4月13日  | ISBN 978-986-473-027-8 |
| 7    | 2016年1月26日  | ISBN 978-4-04-102791-2（通常版） ISBN 978-4-04-102792-9（限定版） | 2017年4月13日  | ISBN 978-986-473-640-9 |
| 8    | 2016年8月26日  | ISBN 978-4-04-104535-0                                            | 2017年6月7日   | ISBN 978-986-473-738-3 |
| 9    | 2017年6月25日  | ISBN 978-4-04-104536-7                                            | 2018年6月19日  | ISBN 978-957-564-263-1 |

新妹魔王的契約者・嵐！
上綴人（原作）、大熊猫介（角色原案）、木曾文博（作畫）
| 冊數 | 白泉社        | 白泉社                 | 長鴻出版社    | 長鴻出版社             |
| 冊數 | 發售日期      | ISBN                   | 發售日期      | ISBN                   |
| ---- | ------------- | ---------------------- | ------------- | ---------------------- |
| 1    | 2014年9月29日 | ISBN 978-4-592-14038-2 | 2017年4月11日 | ISBN 978-986-474-297-4 |
| 2    | 2015年2月27日 | ISBN 978-4-592-14039-9 | 2017年4月11日 | ISBN 978-986-474-307-0 |
| 3    | 2015年9月26日 | ISBN 978-4-592-14040-5 |               |                        |
| 4    | 2016年1月29日 | ISBN 978-4-592-14093-1 |               |                        |
| 5    | 2016年8月29日 | ISBN 978-4-592-14094-8 |               |                        |

## 電視動畫
於2015年1月7日至3月25日播出。

### 製作人員
- 原作：上綴人（KADOKAWA 角川書店刊「Sneaker文庫」）
- 原作插畫：大熊貓介（Nitro+）
- 監督：齋藤久
- 系列構成、劇本：吉岡孝夫
- 角色設定：渡邊義弘
- 總作畫監督：渡邊義弘、沈宏
- 主動畫師：今井雅美、森前和也
- 動作動畫師：石本英治
- 怪物設定：小林真平
- 設計工作：今井雅美、大高美奈、石本剛啓
- 色彩設計：金久保高央
- 美術監督：木下了香
- 美術設定：金城沙綾
- 攝影監督：横山翼
- 編輯：木村祥明
- 音響監督：高橋剛
- 音樂：高梨康治
- 音樂製作：日本古倫美亞
- 音樂製作人：植村俊一
- 執行製作人：安田猛
- 製作人：倉兼千晶
- 動畫製作人：黄樹貳悠
- 製作監製：淡野直人
- 動畫製作：Production IMS
- 製作：「新妹魔王的契约者」製作委員會

### 主題曲
第1期
片頭曲「Blade of Hope」
作詞：，作曲、編曲：睦月周平，主唱：sweet ARMS
片尾曲「Still Sis」
作詞、作曲：石井伸昂，編曲：岡野裕次郎、瀧澤俊輔，主唱：佐土原香織
第2期
片頭曲
「Over The Testament Ver. 1」（第1－3話）
作詞：，作曲、編曲：R·O·N，主唱：Metamorphose featuring Yoko Ishida
「Over The Testament Ver. 2」（第4－5話）
作詞：，作曲、編曲：R·O·N，主唱：Metamorphose featuring Kaori Oda
「Over The Testament Ver. 3」（第6－7話）
作詞：，作曲、編曲：R·O·N，主唱：Metamorphose featuring Aki Misato
「Over The Testament Ver. 4」（第8－9話）
作詞：，作曲、編曲：R·O·N，主唱：Metamorphose featuring Megumi Ogata
「Over The Testament Ver. 5」（第10－11話）
作詞：，作曲、編曲：R·O·N，主唱：Metamorphose
片尾曲「Temperature」
作詞：，作曲、編曲：大川茂伸，主唱：Dual Flare（山田悠希、山田奈都美）
DEPARTURES
主題曲「Over The Testament」
主唱：Metamorphose

### 各話列表
| 話數  | 日文標題 | 中文標題                   | 劇本       | 分鏡              | 演出                                                     | 作畫監督                                                                             | 總作画監督                 | 原作卷 |
| 第1期 | 第1期    | 第1期                      | 第1期      | 第1期             | 第1期                                                    | 第1期                                                                                | 第1期                      | 第1期  |
| ----- | -------- | -------------------------- | ---------- | ----------------- | -------------------------------------------------------- | ------------------------------------------------------------------------------------ | -------------------------- | ------ |
| 01    |          | 有了妹妹的日子             | 吉岡孝夫   | 須永司            | 南川達馬                                                 | 今井雅美                                                                             | 沈宏                       | 第1卷  |
| 02    |          | 第一次的主從契約           | 吉岡孝夫   | 大下丈人          | 佐藤清光                                                 | 片山敬介、萩尾圭太 藤田正幸、森前和也                                                | 渡邊義弘 沈宏              | 第1卷  |
| 03    |          | 再會與信賴的夾縫           | 吉岡孝夫   | 田所修            | 安藤貴史                                                 | 小林真平                                                                             | 渡邊義弘 沈宏              | 第1卷  |
| 04    |          | 直到你的悲傷消失為止       | 吉岡孝夫   | 平野俊貴          | 安藤尚也                                                 | 藤田正幸、萩尾圭太 森前和也                                                          | 沈宏                       | 第1卷  |
| 05    |          | 妹妹一早的魔王無雙         | 吉岡孝夫   | 田所修            | 柳伸亮                                                   | 圭司、北山景子                                                                       | 渡邊義弘 沈宏              | 第2卷  |
| 06    |          | 懷抱日益激昂的思緒         | 吉岡孝夫   | 南川達馬          | 靜雪月夜                                                 | 松本文男                                                                             | 沈宏 今井雅美              | 第2卷  |
| 07    |          | 在恩仇的盡頭               | 吉岡孝夫   | 須永司            | 安藤貴史                                                 | 藤田正幸、片山敬介 瀧川和男、谷圭司 北山景子、正金寺直子 JANG MIN-HO                   | 今井雅美 森前和也          | 第2卷  |
| 08    |          | 失控的色夢魔               | 吉岡孝夫   | 平野俊貴          | 福島陽子 早瀨真紀子                                      | 萩原正人                                                                             | 沈宏 森前和也              | 第3卷  |
| 09    |          | 主從的功罪                 | 吉岡孝夫   | 田所修            | 吉川浩司                                                 | 服部憲知、小川一郎                                                                   | 沈宏 森前和也              | 第3卷  |
| 10    |          | 悲痛的背叛                 | 吉岡孝夫   | 山村∞亮           | 櫻井優                                                   | T-PRODUCTION                                                                         | 沈宏 森前和也              | 第3卷  |
| 11    |          | 間諜…在那前方              | 吉岡孝夫   | 平野俊貴          | 鈴木勇士                                                 | 服部憲知、阿部弘樹 石田啟一、粟井重紀                                                | 渡邊義弘 沈宏              | 第3卷  |
| 12    |          | 全都是為了這一刻的夜晚     | 吉岡孝夫   | 平野俊貴          | 南川達馬                                                 | 小林真平、萩尾圭太 森前和也、今井雅美                                                | 渡邊義弘 沈宏              | 第3卷  |
| OVA   |          | 東城刃更的濃濃甜蜜日常     | 吉岡孝夫   | 田所修            | 佐佐木純人                                               | 圭司、北山景子 武田薰、藤田正幸 萩尾圭太、梅津行則 森前和也                          | 渡邊義弘                   | 第4卷  |
| 第2期 |          |                            |            |                   |                                                          |                                                                                      |                            |        |
| 01    |          | 做能為你做的事             | 植竹須美男 | 南川達馬          | 南川達馬                                                 | 萩尾圭太、中島美子                                                                   | 渡邊義弘 森前和也 今井雅美 | 第4卷  |
| 02    |          | 夾在漸深的疑惑與謎團間     | 植竹須美男 |                   | 岩田義彥                                                 | 油井徹太郎、丸岡功治 植竹康彥、永野孝明                                              | 油井徹太郎                 | 第4卷  |
| 03    |          | 共享決不妥協的信念         | 植竹須美男 | 田所修            | 安藤貴史                                                 | 飯飼一幸、藤田正幸 笠野充志                                                          | 渡邊義弘 森前和也 今井雅美 | 第4卷  |
| 04    |          | 交纏的思緒中               | 山田靖智   |                   | 玉田博                                                   | 梶浦伸一郎、丸岡功治 植竹康彥、永野孝明 安田祥子                                     | 油井徹太郎 渡邊義弘        | 第5卷  |
| 05    |          | 在橫掃戰場的風中           | 山田靖智   | 岩田義彥          | 油井徹太郎、丸岡功治 植竹康彥、永野孝明 杉田匡、江間一隆 |                                                                                      | 油井徹太郎 渡邊義弘        | 第5卷  |
| 06    |          | 在自身的真相與現實的夾縫中 | 植竹須美男 | 佐藤清光          | 佐藤清光                                                 | 不適用                                                                               | 渡邊義弘 森前和也 今井雅美 | 第7卷  |
| 07    |          | 思慮與慾望的纏縫間         | 山田靖智   | 友田政晴          | 北川正人                                                 | 成松義人、丸岡功治 植竹康彥、永野孝明 志賀道憲、星野直也 杉田匡、江間一隆            | 渡邊義弘                   | 第7卷  |
| 08    |          | 挑戰未來的戰士們           | 植竹須美男 | 田所修            | 安藤貴史                                                 | 藤田正幸、岩田龍治 飯飼一幸、中島美子 萩尾圭太                                       | 森前和也 今井雅美          | 第7卷  |
| 09    |          | 無盡之夢的延續             | 植竹須美男 | 池端隆史          | 池端隆史                                                 | 合田浩章                                                                             | 不適用                     | 第7卷  |
| 10    |          | 必行之志的先後             | 植竹須美男 | 田所修            | 高林久彌                                                 | 竹上高雄、津雄健德 瀧川和男、笠野充志 藤田正幸、萩尾圭太 片山敬介、岩田隆治 伊藤陽祐 | 渡邊義弘 森前和也 今井雅美 | 第7卷  |
| OVA   |          | 東城刃更至極平和的日常     | 山田靖智   | 安藤貴史 平野俊貴 | 岩田義彥                                                 | 石井由美子                                                                           | 森前和也 萩尾圭太          |        |

### 播放電視台
日本深夜動畫：下文記載的日本国内播放時間使用日本標準時間（UTC+9）表示。因為部分時間标识會採用30小时制，因此請留意这类超过24:00的时间，其實際播放時間為翌日清晨。
| 播放地區 | 播放電視台     | 播放日期                 | 播放時間（UTC+9）         | 所屬聯播網 | 備註       |
| 第1期    | 第1期          | 第1期                    | 第1期                     | 第1期      | 第1期      |
| -------- | -------------- | ------------------------ | ------------------------- | ---------- | ---------- |
| 東京都   | TOKYO MX       | 2015年1月7日－3月25日    | 星期三 25時35分－26時05分 | 獨立UHF局  |            |
| 兵庫縣   | SUN電視台      | 2015年1月7日－3月25日    | 星期三 26時00分－26時30分 | 獨立UHF局  |            |
| 日本全國 | AT-X           | 2015年1月8日－3月26日    | 星期四 22時00分－22時30分 | 衛星電視   |            |
| 岐阜縣   | 岐阜放送       | 2015年1月8日－3月26日    | 星期四 25時45分－26時15分 | 獨立UHF局  |            |
| 三重縣   | 三重電視台     | 2015年1月8日－3月26日    | 星期四 26時20分－26時50分 | 獨立UHF局  |            |
| 日本全國 | BS11           | 2015年1月8日－3月26日    | 星期四 27時00分－27時30分 | 衛星電視   |            |
| 埼玉縣   | 埼玉電視台     | 2015年1月11日－3月29日   | 星期日 24時30分－25時00分 | 獨立UHF局  |            |
| 千葉縣   | 千葉電視台     | 2015年1月11日－3月29日   | 星期日 24時30分－25時00分 | 獨立UHF局  |            |
| 神奈川縣 | 神奈川電視台   | 2015年1月11日－3月29日   | 星期日 24時30分－25時00分 | 獨立UHF局  |            |
| 福岡縣   | TVQ九州放送    | 2015年1月13日－3月31日   | 星期二 27時05分－27時35分 | 東京電視網 |            |
| 日本全國 | GyaO!          | 2015年1月14日－4月1日    | 星期三 24時00分更新       | 收費配信   |            |
| 第2期    |                |                          |                           |            |            |
| 東京都   | TOKYO MX       | 2015年10月9日－12月11日  | 星期五 25時40分－26時10分 | 獨立UHF局  |            |
| 日本全國 | AT-X           | 2015年10月10日－12月12日 | 星期六 24時30分－25時00分 | 衛星電視   | 有重播     |
| 日本全國 | BS11           | 2015年10月10日－12月12日 | 星期六 27時00分－27時30分 | 衛星電視   | ANIME+節目 |
| 埼玉縣   | 埼玉電視台     | 2015年10月11日－12月13日 | 星期日 24時00分－24時30分 | 獨立UHF局  |            |
| 千葉縣   | 千葉電視台     | 2015年10月11日－12月13日 | 星期日 24時00分－24時30分 | 獨立UHF局  |            |
| 神奈川縣 | 神奈川電視台   | 2015年10月11日－12月13日 | 星期日 24時00分－24時30分 | 獨立UHF局  |            |
| 兵庫縣   | SUN電視台      | 2015年10月11日－12月13日 | 星期日 25時30分－26時00分 | 獨立UHF局  |            |
| 岐阜縣   | 岐阜放送       | 2015年10月13日－12月15日 | 星期二 24時00分－24時30分 | 獨立UHF局  |            |
| 三重縣   | 三重電視台     | 2015年10月14日－12月16日 | 星期三 25時20分－25時50分 | 獨立UHF局  |            |
| 福岡縣   | TVQ九州放送    | 2015年10月14日－12月16日 | 星期三 27時35分－28時05分 | 東京電視網 |            |
| 日本全國 | GyaO!          | 2015年10月22日－12月24日 | 星期四 12時00分更新       | 收費配信   |            |
| 日本全國 | NICONICO频道   | 2015年10月22日－12月24日 | 星期四 12時00分更新       | 收費配信   |            |
| 日本全國 | BANDAI CHANNEL | 2015年10月22日－12月24日 | 星期四 12時00分更新       | 收費配信   |            |

### 藍光／DVD
| 卷    | 發售日         | 收錄話         | 規格編號  | 規格編號   | 規格編號   |
| 卷    | 發售日         | 收錄話         | 藍光      | DVD限定版  | DVD通常版  |
| 第1期 | 第1期          | 第1期          | 第1期     | 第1期      | 第1期      |
| ----- | -------------- | -------------- | --------- | ---------- | ---------- |
| 1     | 2015年3月27日  | 第1話－第2話   | KAXA-7231 | KABA-10339 | KABA-10345 |
| 2     | 2015年4月24日  | 第3話－第4話   | KAXA-7232 | KABA-10340 | KABA-10346 |
| 3     | 2015年5月29日  | 第5話－第6話   | KAXA-7233 | KABA-10341 | KABA-10347 |
| 4     | 2015年6月26日  | 第7話－第8話   | KAXA-7234 | KABA-10342 | KABA-10348 |
| 5     | 2015年7月31日  | 第9話－第10話  | KAXA-7235 | KABA-10343 | KABA-10349 |
| 6     | 2015年8月28日  | 第11話－第12話 | KAXA-7236 | KABA-10344 | KABA-10350 |
| 第2期 |                |                |           |            |            |
| 1     | 2015年12月25日 | 第1話 - 第2話  | KAXA-7291 | KABA-10420 | KABA-10425 |
| 2     | 2016年1月29日  | 第3話 - 第4話  | KAXA-7292 | KABA-10421 | KABA-10426 |
| 3     | 2016年2月26日  | 第5話 - 第6話  | KAXA-7293 | KABA-10422 | KABA-10427 |
| 4     | 2016年3月25日  | 第7話 - 第8話  | KAXA-7294 | KABA-10423 | KABA-10428 |
| 5     | 2016年4月29日  | 第9話 - 第10話 | KAXA-7295 | KABA-10424 | KABA-10429 |

## 外部連結
- 日文版小說專頁（日語）
- 動畫化企劃特設專頁（日語）
- 電視動畫官網 （页面存档备份，存于）（日語）
- 新妹魔王的契约者的X（前Twitter）（日語）